# Gmina Kuślin
Die Gmina Kuślin ['kuɕlin] ist eine Landgemeinde im Powiat Nowotomyski der Woiwodschaft Großpolen in Polen. Ihr Sitz ist das gleichnamige Dorf Kuślin (deutsch Kuschlin) mit etwa 560 Einwohnern.

## Gliederung
Zur Landgemeinde (gmina wiejska) Kuślin gehören weitere 12 Dörfer mit einem Schulzenamt (solectwo).
| Polnischer Name | Deutscher Name                              |
| --------------- | ------------------------------------------- |
| Chraplewo       | Chraplewo Annaberg*                         |
| Dąbrowa         | Dombrowo Jägersheim*                        |
| Nowa Dąbrowa    | Neu-Dombrowo Neu-Jägersheim*                |
| Głuponie        | Glupon Ruhenwerda*                          |
| Krystianowo     | Krystianowo                                 |
| Kuślin          | Kuschlin                                    |
| Michorzewko     | Michorzewko Klein Michelsdorf*              |
| Michorzewo      | Michorzewo Groß Michelsdorf*                |
| Śliwno          | Sliwno Freienstein*                         |
| Trzcianka       | Trzcianka/Trzionka Neu-Rochlitz, Trankdorf* |
| Turkowo         | Turkowo Falenfeld*                          |
| Wąsowo          | Wonsowo Hardt, Hardtshufen*                 |

* Ortsnamen nach Umbenennung während der deutschen Besetzung Polens (1939–1945)

## Kulturdenkmale
Die Liste der Kulturdenkmale gemäß Veröffentlichung der Denkmalliste des Narodowy Instytut Dziedzictwa  (NID, deutsch Nationales Institut für Kulturerbe) befindet sich unter Liste der Kulturdenkmale in der Gmina Kuślin.
- Dorfkirche Kuślin, ehemals evangelische Kirche, errichtet von 1881 bis 1883. Neugotische Saalkirche aus roten Ziegeln mit Westturm und Apsis.
- Schloss Wąsowo, von 1870 bis 1872 nach Plänen des Architekten Gustav Erdmann errichteter Schlosskomplex.
- Dorfkirche Michorzewo, barocke Pfarrkirche, errichtet Ende des 18. Jahrhunderts.

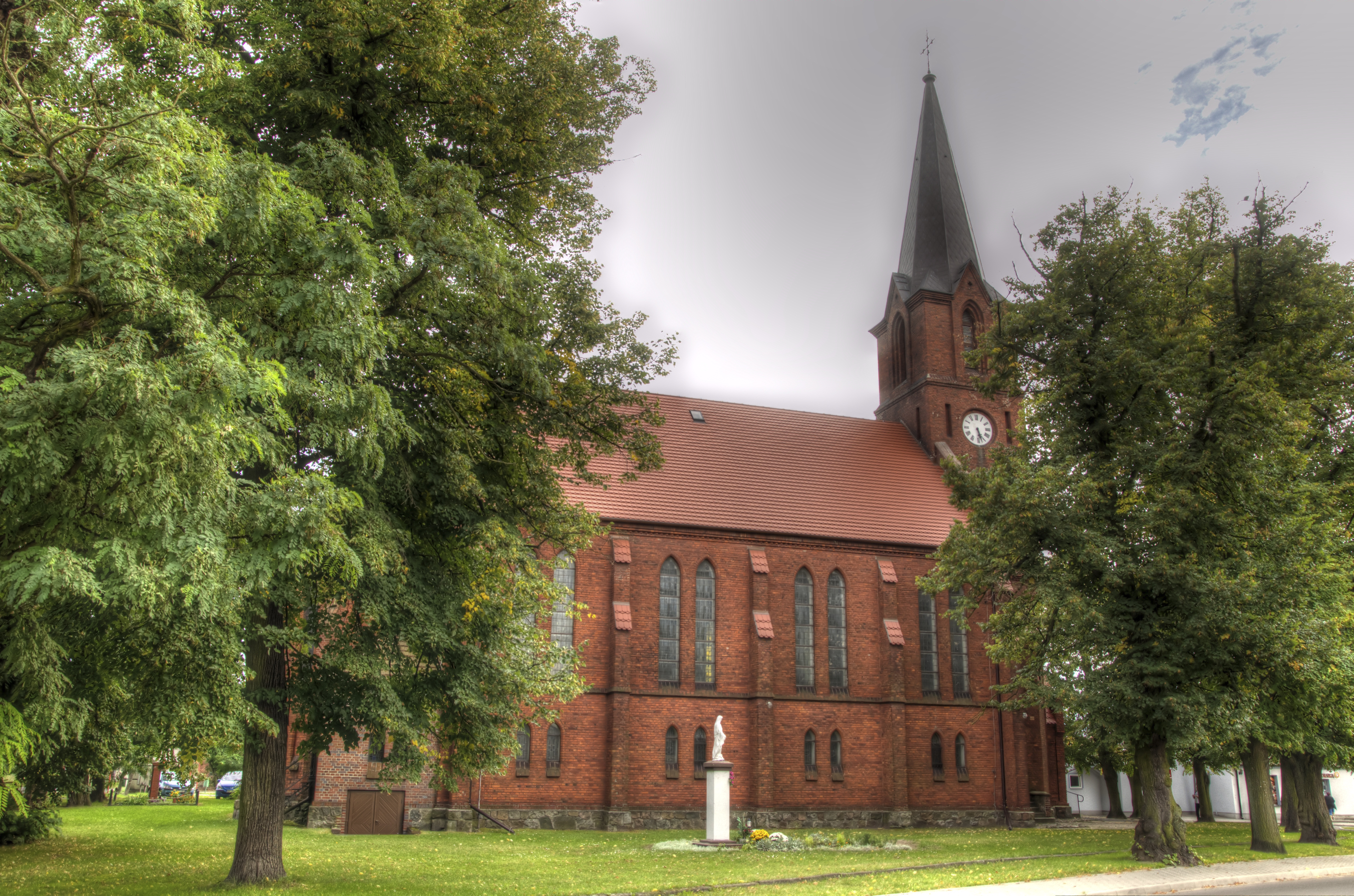
Dorfkirche in Kuślin
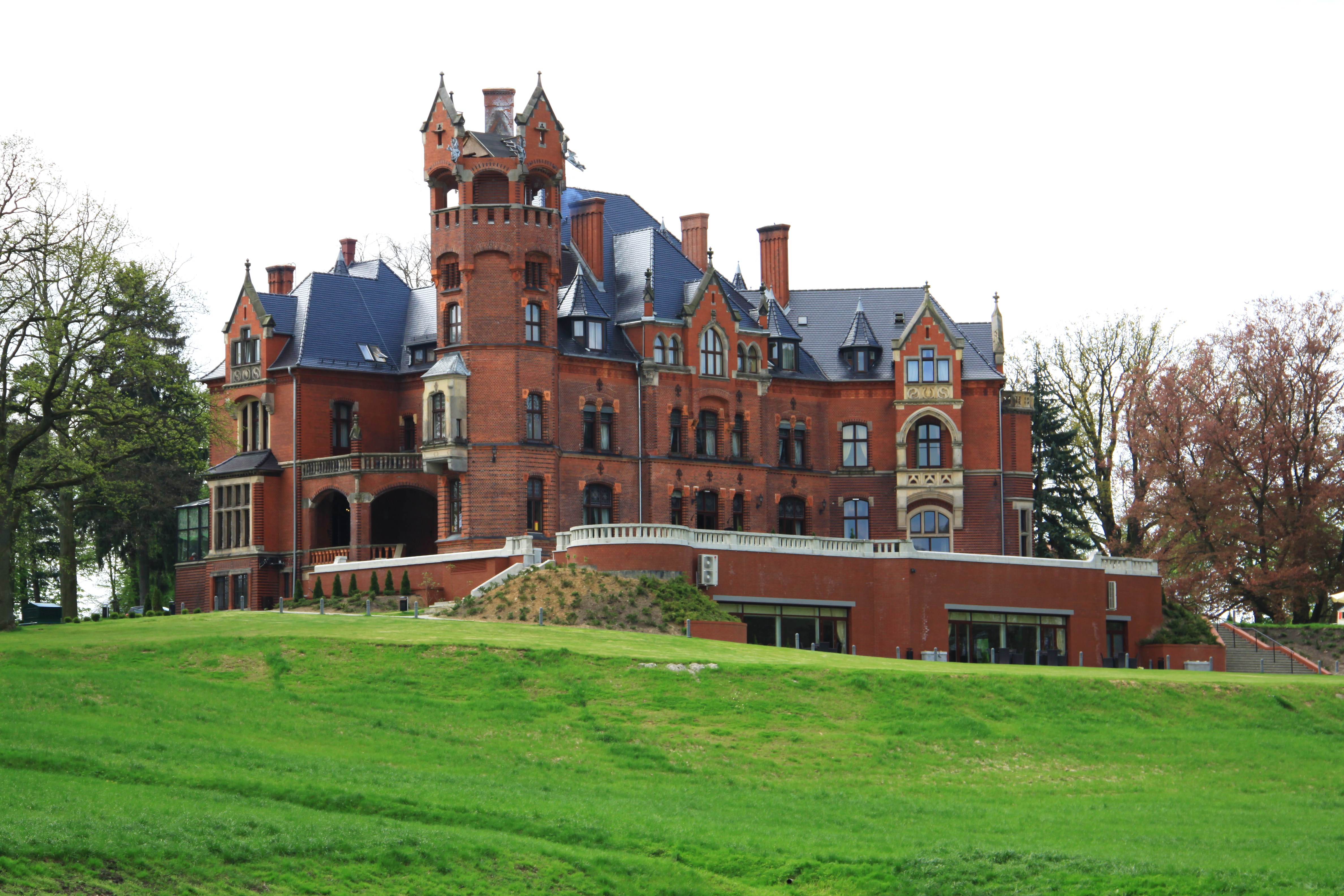
Schloss Wąsowo
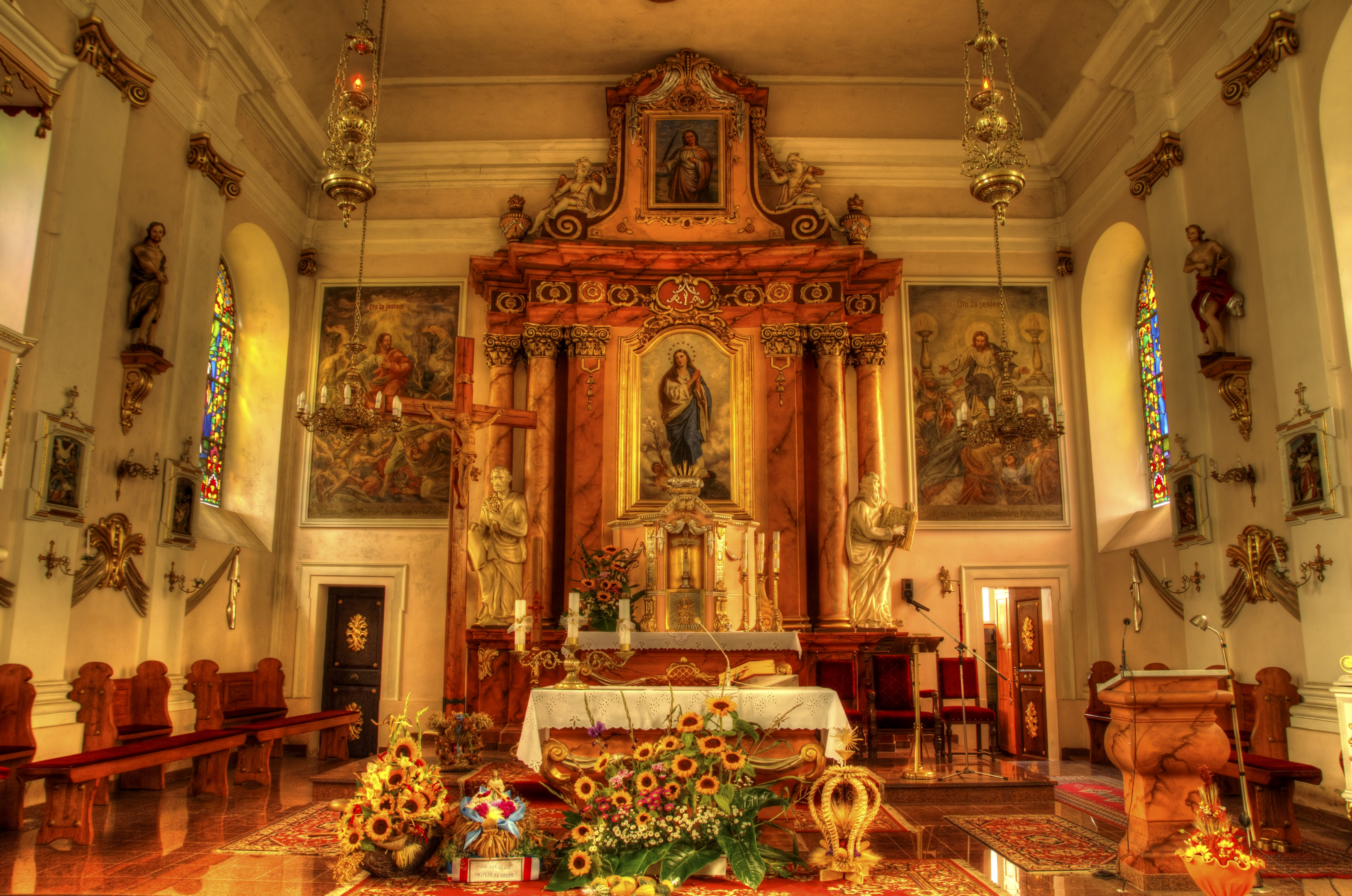
Innenansicht der Pfarrkirche in Michorzewo